# EDRAM

eDRAM 또는 임베디드 DRAM(Embedded DRAM)은 프로세서 혹은 ASIC의 다이 내부나 패키지 안에 내장된 축전기 방식의 DRAM을 말한다. 반대 용어로 외부 DRAM 모듈이나 보통 캐시로 사용되는 트랜지스터 방식의 SRAM이 있다.
DRAM을 내장함으로써 보다 넓은 버스와 빠른 속도로 작동이 가능하며 DRAM은 SRAM에 비해 밀도가 높아 면적대비 용량이 크기 때문에 좀 더 많은 메모리를 내장해 사용할 수 있다. 하지만 제조 공정에 따라 하나의 다이에 통합하기에는 어려운 점이 있다. 그래서 각각의 다이를 하나의 칩으로 패키징하는 방법도 사용되지만 둘 다 생산 비용이 올라가는 단점이 있다. 최근에는 1T-SRAM 같이 표준 CMOS 공정을 사용해 eDRAM 생산하는 방법으로 이 문제를 극복하고 있다.
eDRAM은 IBM의 파워7(POWER7)에 적용되었으며 플레이스테이션 2, 플레이스테이션 포터블, 게임 큐브, Wii, Zune HD, 아이폰, 엑스박스 360등에 사용되었다.